# Gailard Sartain
Gailard Sartain (født 18. september 1946, død 19. juni 2025) var en amerikansk komiker og skuespiller. Han er måske bedst kendt for sin rolle som Sheriff Stuckey i Mississippi Burning.